# الإصلاح المضاد
الإصلاح المضاد (بالإنجليزية: Counter- Reformation)‏، وتعرف أيضاً بالإصلاح الكاثوليكي أو الإحياء الكاثوليكي هي حركة دينية استهدفت إصلاح الكنيسة الكاثوليكية وفي نفس الوقت مناهضة الإصلاح البروتستانتي، وقد بدأت مع مجلس ترنت (1545م- 1636م) وانتهت بنهاية حرب الثلاثين عاما عام 1648 م.
وقد كان الإصلاح المضاد إصلاحاً شاملاً حوى أربع عناصر رئيسية:
1- إعادة تشكيل الهيكل الكنسي
2- النظم الدينية
3- الحركات الروحية
4- الأبعاد السياسية
وقد تضمنت هذه الإصلاحات تأسيس معاهد دينية لتوفر التدريب المناسب للكهنة سواء في الممارسات الدينية أوالتقاليد اللاهوتية للكنيسة، وإصلاح الحياة الدينية من خلال إعادة النظم الدينية إلى أصولها الروحية، وقد ركزت الحركات الروحية الجديدة على الحياة التعبدية والعلاقة الخاصة مع المسيح، بما في ذلك الصوفيون الأسبان والمدرسة الفرنسية الروحانية. كما شملت أيضاً محاكم التفتيش الرومانية.

## مجلس ترنت
كان أهم أحداث القرن السادس عشر الميلادي الإصلاح اللوثري ونهب روما ومجلس ترنت Council of Trent لإصلاح الكنيسة الكاثوليكية ، وكان الثالث هو نتاج الإثنين السابقين، وقد بدأ هذا الإصلاح المضاد بطلب البابا بول الثالث لانعقاد مجلس ترنت من (1545م: 1636 م). وقد تكون هذا المجلس من لجنة من الكرادلة كلفت بالإصلاح المؤسسي، ومعالجة القضايا الخلافية مثل فساد بعض الأساقفة والكهنة، وصكوك الغفران، والتجاوزات المالية الأخرى. وبدأ المجلس إصلاحاته برفض بعض الوظائف الكنسية ونادي بعودة الكنيسة
إلى الهيكل الكنسي للعصور الوسطى بتعاليمها الدينية ونظامها المقدس. ورفض أن يضع حلولاً وسطاً مع المذهب البروتستانتي وبدلاً من ذلك فقد أعاد صياغة المبادئ الأساسية للعقيدة الكاثوليكية الرومانية. واختلف مع البروتستانية في مبدأ التبرير بالإيمان، فالخلاص يأتي نعم من خلال الإيمان ولكن لابد أن يصاحبه عمل، فالإيمان بدون عمل لا يوصل إلى الخلاص كما جاء في رسالة يعقوب (1- 22:26). وأعاد التأكيد على أنه في عملية الاستحالة (بالإنجليزية: Transubstantiation)‏ في طقس التناول يتحول فيها الخبز والخمر المكرسين كلياً وجزئياً إلى دم وروح المسيح، وذلك مع التأكيد أيضاً على الأسرار الكنسية الست الأخرى للكنيسة الكاثوليكية، كما أعاد المجلس التأكيد على الممارسات التي أثارت المصلحون البروتستانتيون مثل الحج وتبجيل القديسين ومخلفاتهم، وتبجيل السيدة مريم العذراء.
ولقد قبل المجلس رسمياً قائمة فولجاتا لإنجيل العهد القديم والتي تضمنت الأسفار القانونية الثانية (وتسمى أيضاً أبوكريفا Apocrypha، لا سيما من جانب البروتستانت) على قدم المساواة مع الكتب التسع والثلاثون التي وجدت في المخطوطات الماسورتية والمخطوطات البروتستانتية للعهد القديم. وجاء هذا تأكيداً لقرارات مجلس روما السابق ومجمع قرطاج الكنسي (وكلاهما أقيم في القرن 4 م) واللذان أكدأعلى الأسفار القانونية على أنها نصوص مقدسة.، كما فرض المجلس أيضاً التعليم الروماني كتعليم كنسي موثوق به (التعليم المسيحي للكنيسة الكاثوليكية).
وبينما تم التأكيد على البنية الأساسية للكنيسة، إلا أنه كان هناك تغييرات ملحوظة للرد على الشكاوى التي كان المصلحون الكاثوليكيون على استعداد ضمنياً للاعتراف بأنها مشروعة. ومن بين الأوضاع التي كان على المصلحين الكاثوليك أن يصححوها هو إتساع الفجوة بين رجال الدين ومرتادوا الكنيسة، فعدد كبير من رجال الدين في الدوائر الريفية لم يتلقوا تعليماً قوياً. وفي كثير من الأحيان لم تعرف هذه المناطق الريفية اللغة اللاتينية وتفتقر إلى التدريب الديني المناسب (التصدي لتعليم الكهنة كان من قبل المصلحين الإنسانيين في الماضي).

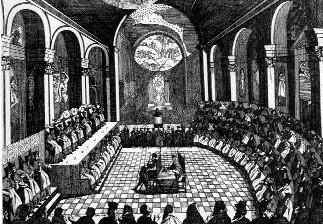
رسم توضيحي يبين إحدى جلسات مجلس ترنت.

وكان على كهنة الأبرشيات أن يكونوا أفضل تعليماً في مسائل اللاهوت وعلوم الدفاع عن المسيحية، في حين سعت السلطات البابوية لتثقيف المؤمنين حول طبيعة ومعنى وقيمة الفن والقداس، ولا سيما في الكنائس الرهبانية التابعة لكنيسة عصر النهضة العلمانية، والتي تجسدت في عهد البابا الإسكندرالسادس (1492م - 1503م)، وزاد ذلك المطلب في عهد الإصلاح تحت قيادة البابا ليو العاشر (1513م- 1522م)، والذي كانت حملته لجمع الأموال في الولايات الألمانية من أجل إعادة بناء كاتدرائية سان بيتر وذلك عن طريق بيع صكوك الغفران الدافع الرئيسي لبنود مارتن لوثر ال95 لكن الكنيسة الكاثوليكية استجابت لهذه المشاكل من خلال حملة نشطة للإصلاح، مستوحاة من حركات الإصلاح الكاثوليكية التي سبقت مجلس كونستانس (1414م-1417م، وقد رفض المجلس بحكم أعماله التعددية في عصر النهضة العلمانية التي كانت تعاني منها الكنيسة فقد شدد الإجراءات على تنظيم المؤسسات الدينية وفرض الانضباط، ولم يعد مقبولاً تعيين الأساقفة لأسباب سياسية. ففي الماضي أدت حيازة الأراضي الكثيرة إلى اضطرار عدد من الأساقفة أن يتغيبوا عن وظائفهم فقد كانوا في بعض الأحيان مديرين عقارات تدربوا على الإدارة. وهكذا شن مجلس ترينت الهجوم على ظاهرة «الغياب» التي كانت تفشت بين الأساقفة الذين كانوا يعيشون في روما أو في أملاكهم بدلاً من أن يتواجدوا في الأبرشيات. وقد أعطى مجلس ترينت الأساقفة قدراً أكبر من السلطة للإشراف على جميع جوانب الحياة الدينية. وقد وضع بعض الأساقفة المتحمسين من أمثال المطران Archbishop ميلانو كارلو بوروميو (1538م-1584م) والذي طوب قديساً فيما بعد مثالاً يحتذى عندما قام بزيارة أبعد الأبرشيات مؤسساً بذلك معاييراً عالية للأداء الديني.

## النظم
كانت النظم الدينية الجديدة جزءاً من الإصلاح المضاد، فقد عززت نظم مثل نظام الإخوان الرهبان الكابتشيون الصغار (بالإنجليزية: Order of Friars Minor Capuchin)‏ ، الأورسوليون (بالإنجليزية: Ursulines)‏، الثيتاينس (بالإنجليزية: Theatines)‏ ، الأبرشية الكرملية (بالإنجليزية: Discalced Carmelites)‏ ، البارناباتس (بالإنجليزية: Barnabites)‏ ، وخاصةً نظام اليسوعيين Jesuits الأبرشيات الريفية وزادت من تقوى مرتاديها، وساعدت على كبح الفساد في الكنيسة، ووضعت المثل الذي كان بمثابة القوة الدافعة لتجديد الكاثوليكية.
وكان نظام الثيتاينس Theatines مكون من مجموعة من الكهنة المخلصين الذين حملوا على عاتقهم مقاومة انتشار البدع وساهموا في إعادة مفهوم رجل الدين الحق.
أما الكابوتشيون، وهم فرع من نظام الفرانسيسكان فقد تميزوا في مجال الوعظ ورعاية الفقراء والمرضى، وقد نمت أعدادهم وشعبيتهم بسرعة. وكان نظام الكابوتشيين الأوائل يقوم على فكرة تقليد حياة السيد المسيح كما وردت في الإنجيل، وبالتالي فقد اهتموا بالفقراء، وعاشوا هم أنفسهم حياة متقشفة زاهدة. وهذه الإتجاهات المختلفة كانت تكميلية في كثير من الأحيان لعمل المؤسسات الدينية، فكان الكابوتشيون يرسلون بعثات إلى المناطق الريفية التي تفتقر إلى الخدمات في ظل هيكل الأبرشية الموجود وقتها. وأعرب أعضاء هذه الأخويات ذوي النشاط التبشيري في الخارج عن رأي مفاده أن الدوائر الريفية التي ساهمت سوء أحوالها في نمو البروتستانتية تحتاج لحملات تنصيرية مثلها مثل مشركي آسيا والأمريكتين.
أما الأورسوليون فقد ركزوا على تعليم الفتيات، وقد جسد إخلاصهم لأعمال الرحمة تأكيد الإصلاح الكاثوليكي على أن الخلاص يأتي عن طريق الإيمان ومعه الأعمال، وتنكروا بحزم لمبدأ «بالكتاب وحده» سولا سكريبتورا Sola scriptura الذي كان يؤمن به اللوثريون والطوائف البروتستانتية الأخرى. وقد أدت جهودهم إلى جعل الكنيسة أكثر فعالية ليس هذا فقط بل وأكدت أيضاً على المنطلقات الأساسية لكنيسة العصور الوسطى.
وأما نظام اليسوعيين الذي أسسه النبيل الأسباني والجندي السابق إيجناتيوس لويولا (1491م - 1556م) كان الأكثر فعالية بين النظم الكاثوليكية الجديدة. وقد تأسس نظامه المعروف باسم مجتمع يسوع Societas Iesu عام 1534م، وحصل على ترخيص البابوية عام 1540م في عهد البابا بول الثالث. وقد نظم اليسوعيون أنفسهم وفقا للخطوط العسكرية، وجسدوا الروح الأوتوقراطية في تلك الفترة، وتميزوا بالاختيار المتأني، والتدريب الصارم، والانضباط الشديد، وأكدوا على أن الدنيوية والعلمانية التي كانت تفشت في كنيسة عصر النهضة لم يعد لها دور في النظام الجديد.
وتحفة لويولا التمارين الروحية Spiritual Exercises أظهرت تأثير الكتيبات التي كانت سمة أساسية في الجيل الأول من المصلحين الكاثوليك قبل الإصلاح المضاد. والتغلغل الروحي القوي لهذا الكتاب يذكرنا ببقايا مذهب التكريسية Devotionalism، واليسوعيون هم في الواقع ورثة لتقاليد الإصلاح الفرانسيسكاني، فقد قطعوا على أنفسهم عهوداً من الرهبانية والعفة والطاعة، والفقر، وضربوا مثلاً ساهم في تحسين فعالية الكنيسة بأسرها.
وأصبحوا دعاة وآباء اعتراف للملوك والأمراء، ومربين على غرار المربين المصلحين الإنسانيين، وقد أدت جهودهم إلى حد كبير إلى وقف البروتستانتية في بولندا، وبوهيميا، والمجر، وجنوبي ألمانيا، وفرنسا، وهولندا الإسبانية، كما أنهم شاركوا بقوة في توسيع الكنيسة في الأمريكتين وآسيا، وقدموا جهوداً ضخمة في المجال التبشيري الذي فاق بكثير البروتستانتية المتشددة للكالفينيين.
حتى السيرة الذاتية لليولا قد ساهمت في التأكيد الجديد على تقوى الناس التي كانت تراجعت في عهد الباباوات ذوي الميول السياسية من أمثال البابا إلكسندر السادس وليو العاشر، فبعد أن تعافى ليولا من جرح أصابه في معركة حربية فقد نذر أن يخدم الله وحده والبابا الروماني «خليفة الله علي الأرض» في معتقده، ومرة أخرى فإن التركيز على البابا هو التأكيد الأساسي على كنيسة العصور الوسطى، فقد ضحد مجلس ترينت بحزم كل محاولات مذهب المجلسية Conciliarism الذي ينادي بأن المجامع المسكونية متجمعة تمثل الله على الأرض وليس البابا.
وقد كان إضفاء الشرعية على الدور الجديد للبابا كحاكم مطلق سمة قوية لعصر جديد من الحكم المطلق absolutism بدأت بشائره بحلول القرن السادس عشر الميلادي، وقد ساهم اليسوعيون بقوة في إعادة تنشيط كنيسة الإصلاح المضاد بالتنسيق مع الفاتيكان.

## الحركات الروحية

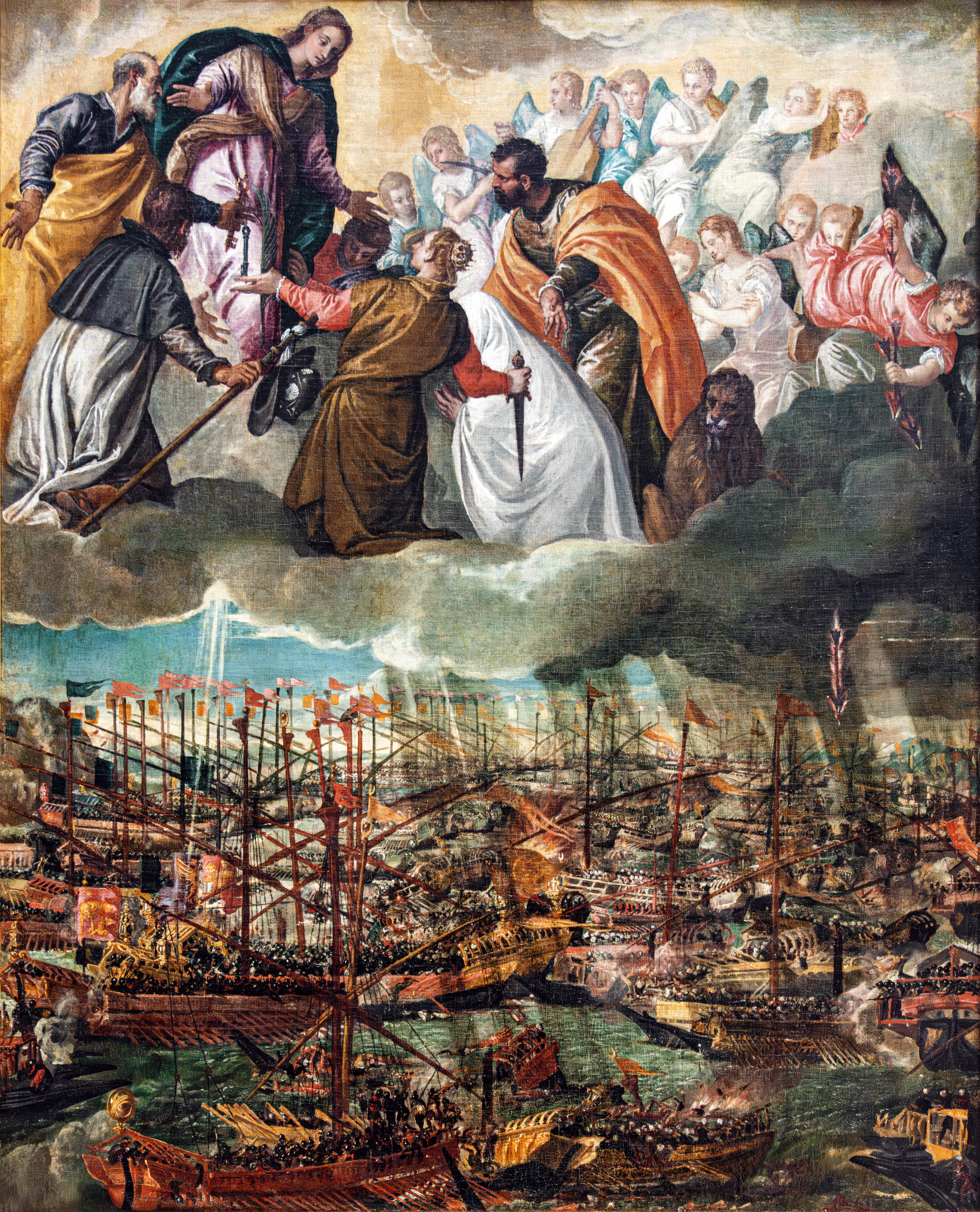
معركة ليبانتو ، اسم الفنان= المصور الإيطالي باولو فيرونيز ، عام = (1571)، الخامة = زيت على قماش، الأبعاد = 169سم× 137سم، مكان العرض= متحف الأكاديمية Gallerie dell'Accademia ، البلد =فينيسيا، إيطاليا

لم يكن الإصلاح الكاثوليكي حركة كنسية سياسية الطابع فقط بل لقد ضم شخصيات رئيسية مثل إيجناتيوس دي لويولا، وتريزا الآبلية Teresa of Avila، ويوحنا الصليبي، وفرانسيس دي سيلس Francis de Sales، وفيليب نيري Philip Neri، وكل هؤلاء أضافوا إلى روحانية الكنيسة الكاثوليكية.
وكانت تيريزا الآبلية ويوحنا الصليبي مصلحون وصوفيون أسبان انتموا إلى نظام الرهبنة الكرملية الذي ركز على التحول الداخلي إلى السيد المسيح، وتعميق الصلاة والانصياع لإرادة الله. وقد أخذت تيريزا على عاتقها مهمة التطوير والكتابة عن الطريق للكمال في حبها وإتحادها مع المسيح. وقد كان لمنشوراتها وسيرتها الذاتية «حياة تريزا اليسوعية The Life of Theresa of Jesus» تأثيرات متعددة. وهي تصل في قيمتها ل اعترافات أوجستين 
Confessions of Augustine. وقد لقب توماس ميرتون Thomas Merton يوحنا الصليبي أعظم اللاهوتيين الصوفيين.

## إنظر أيضاً
- الكنيسة الرومانية الكاثوليكية
- محاكم التفتيش

## وصلات خارجية
1- الموسوعة المعرفية الشاملة 
2- قصة الحضارة، الإصلاح الديني